# Кишинёвская хоральная синагога
Кишинёвская хоральная синагога — главный еврейский молельный дом города Кишинёва в период между 1913 и 1940 годами.
Построена на улице Синадиновской (ныне Влайку Пыркэлаб) в 1913 году на средства еврейской общины города. Выстроенная напротив городской Талмуд-Торы (общинной еврейской школы) синагога первоначально замышлялась как молельный дом для учащихся, но вскоре после завершения работ стала главным еврейским молельным домом города и самым большим из 77 имеющихся еврейских молельных домов. Здание с фасадом в неомавританском стиле состояло из трёх помещений общей площадью в 1350 квадратных метров и имело жестяное покрытие. Свод купола был расписан изображением звёздного неба в виде зодиакальных созвездий. Перед главным входом была помещена мраморная мемориальная доска в память об одном из пожертвователей Д. Х. Хигере, упавшем с лесов во время осмотра строительства синагоги в 1910 году.
Освящение синагоги состоялось 8 сентября 1913 года с участием хора певчих под управлением кантора Чоклера, исполнившего 24-й псалом «Поднимите врата, главы ваши». После выноса свитка Торы кантор Идэ-Лейб Килимник прочёл молитву о здравии Государя Императора и всего царствующего Дома, всеми присутствующими было исполнено «Боже, Царя храни». После торжественных речей, кантор Килимник в сопровождении хора исполнил 113-й псалом, на чём торжественная церемония завершилась.
Канторами синагоги были Яков Ривлис (ум. в 1938), Янкл-Хаим Циприс (1890—1941), в 1935—1938 годах — Шолом Кац (1915—1982).
В румынский период в здании «общественного еврейского училища Талмуд-Тора» также располагалась гимназия сети «Тарбут». После присоединения Бессарабии к СССР в 1940 году весь архитектурный комплекс был национализирован.
Здание синагоги не пострадало в годы Великой Отечественной войны и в 1945 году после ремонта было передано Русскому драматическому театру им. А. П. Чехова, который располагается в нём до настоящего времени. В 1966 году здание было перестроено, остеклено и отреставрировано по проекту архитектора Романа Бекесевича. Внутренняя планировка была также полностью изменена.

## Галерея
- Уцелевшее здание синагоги в 1947 году (Русский драматический театр им. А. П. Чехова) (недоступная ссылка)
- Прилегающее к синагоге здание талмудторы (недоступная ссылка)
- Здание синагоги, талмудторы и гимназии «Тарбут» в 1930-е гг. (перед фасадом — учащиеся в униформе, на воротах — шестиконечная звезда Давида. Надпись на воротах прилегающей Талмуд-Торы: זֶה הַשַּׁעַר לַיהוָה, צַדִּיקִים יָבאוּ בוֹ (Это врата Господа, праведники войдут в них).